# 1935

## أحداث
- تأسيس مدينة كاتيما موليلو وتقع حاليا في ناميبيا.
- تأسيس مدينة تشيرتشيق وتقع حاليا في أوزبكستان.
- نهاية حرب تشاكو في 12 يونيو 1935 والتي بدأت في 9 سبتمبر 1932.
- بداية الحرب الإيطالية الإثيوبية الثانية في 3 أكتوبر 1935 والتي انتهت في 1 مايو 1936.
- تعين الشيخ حمد بن عبد الله آل ثاني ولي لعهد قطر عام 1935م.

ثورة الشيخ عز الدين القسام عام 1935م.

### أكتوبر
- 3 أكتوبر - هجوم إيطاليا على اثيوبيا.

### نوفمبر
- 18 نوفمبر - عصبة الأمم تفرض عقوبات على إيطاليا لغزوها إثيوبيا واحتلالها.

## مواليد
- أحمد عبد المعطي حجازي.
- أحمد ماهر (سياسي).
- ألكسندر مين.
- أنيسة محمد جعفر.
- إبراهيم الصولة.
- إدوارد دوبنسكي.
- إدوارد سعيد.
- إرلينغ نيلسن.
- إرما كابيسي مينوتولو.
- إلفيس بريسلي.
- إيزاو تاكاهاتا.
- إيهاب نافع.
- الأنبا أنطونيوس نجيب.
- الجزولي دفع الله.
- السيد راضي.
- برايان كلوف.
- برونو رودزيك.
- بنجامين دووموه.
- بهاء طاهر.
- بوغدان دوتشيف.
- بيير فيليبون.
- تسوتومو هاتا.
- شاتوربوغ، سياسي هندي.
- توميسلاف نيز.
- تينزن غياتسو.
- ثريا السقاط.
- جاك تشارلتون.
- جاك كمب.
- جان الكسان.
- جان دي هال.
- جمال عمار.
- جميلة بوحيرد.
- جوزيف فريتزل.
- جوزيف فويتا.
- جولى آندروز.
- جون بيير دروي.
- جيرمان ستيبانوفيتش تيتوف.
- حسن توركماني.
- حسن حنفي.
- حسني بنسليمان.
- حسين الشربيني.
- حمدي البنبي.
- خالد بن حمد بن عبد الله آل ثاني.
- خليفة بن سلمان آل خليفة.
- خليل الوزير.
- دون هو.
- دونالد سوثرلند.
- رايموند دوتو.
- رشاد البيومي.
- رشاد خليفة.
- رضا الباهي.
- رضا باراهيني.
- روث آن مينر.
- روجر أوين.
- زيليكو ماتوس.
- زينب عبد العزيز.
- سالم ربيع علي.
- ستيف برتينشو.
- سعاد محمد.
- سعيد المزين.
- سعيد حوى.
- سفيند إيغ راسك.
- سميرة خاشقجي.
- سنية صالح.
- سهير البابلي.
- شارل رزق.
- صالح الفوزان.
- صلاح الدين الحسيني.
- طالب الفراتي.
- طه جابر العلواني.
- عابد خزندار.
- عبد الرحمن سوار الذهب.
- عبد الرزاق الحمامي.
- عبد السلام المحجوب.
- عبد المالك مرتاض.
- عبد الهادي قنديل.
- عدنان بدران.
- عدنان خاشقجي.
- علي سعفان.
- علي محمد جريشة.
- عمر البرناوي.
- عمر العبد اللطيف.
- عمر بهلولي.
- عمر بونجو.
- عمر سيفوري.
- غونتر نوريس.
- غازي محمد أمين الريس
- فابيو كوديتيشيني.
- فالتر إيشفايلر.
- فتحية الجميلي.
- فتحية العسال.
- فريد حبيب.
- فلفل كرجي.
- فياه ولد معيوف.
- فيروز.
- فيصل الثاني.
- فيليب تشابمان.
- كارولي بالوتاي.
- كامل حسن المقهور.
- كمال عدوان.
- لايوس تيتشي.
- لبنى عبد العزيز.
- لوتشانو بافاروتي.
- لورينت روبوتشي.
- لويجي راديشي.
- لويس ديل سول.
- لويس سواريز ميرامونتيس.
- ماريو كولونا.
- مجدي يعقوب.
- محمد بن عبد الله القحطاني.
- محمد حسين فضل الله.
- محمد شكري.
- محمد عفيفي مطر.
- محمود جبر.
- محمود سليمان المغربي.
- محمود عباس.
- محمود محمد الطناحي.
- محمود محمد صالح.
- محي الدين عميمور.
- مختار أبو غالي.
- مرسيدس سوسا.
- مصطفى العقاد.
- مصطفى حسين.
- مصطفى شاهين.
- مولود حسين مولود.
- ميروسلاف بلازيفيتش.
- ميشال عون.
- ميلان دولينسكي.
- ناديا خوست.
- نايف سويد.
- نبيل العربي.
- نعمان جمعة.
- نورمان فوستر.
- هاشم الرفاعي.
- هشام جعيط.
- هيرب ألبرت.
- وودي آلن.
- يان بوبلوهار.
- يفون دويس.
- يوسف فخر الدين.
- ماكسيمو كاخال.
- شاتوربوغ.

### أبريل
- تشاو جين، إحاثي صيني.

### أكتوبر
- 31 أكتوبر - محمد حسين طنطاوي، القائد العام السابق للقوات المسلحة المصرية.

### نوفمبر
- 2 نوفمبر -  محمد باقر الصدر، مرجع ديني شيعي عراقي ومفكر وفيلسوف إسلامي ومؤسس حزب الدعوة بالعراق.
- 21 نوفمبر -  فيروز، مغنية لبنانية.
- 31 ديسمبر - سلمان بن عبد العزيز آل سعود، ملك المملكة العربية السعودية السابع.

## وفيات
- نجيب متري الصليبي
- أحمد الفهد الخالد
- أبراهام كوك
- إدوارد ألبرت شاربي شافر
- أرثر هندرسون
- أستريد من السويد
- إيمي نويثر
- الأم باركر
- الطاهر الحداد
- توماس إدوارد لورنس
- جان آدمز
- جورج ويليام راسل
- جون مكليود
- حسن كامل الصباح
- رولاند ألانسون-وين، خامس بارون هيدلي
- زيكينا دي أبرو
- شارل دباس
- عبد الرحمن الصنادلي
- علي بن حسين
- فرانك هنري كوني
- فيكتور غرينيار
- فيل كيلسو
- فيلدينغ غاريسون
- قسطنطين تسيولكوفسكي
- كازيمير ماليفيتش
- كلارنس شبرد داي
- محمد بخيت المطيعي
- محمد رشيد رضا
- هنري باربوس
- هيبة بوريم
- هيربرت تشابمان
- ويل روجرز
- مصطفى أمين الأعظمي - أديب وسياسي بغدادي من العراق.

يوم العشرين من تشرين الثاني «نوفمبر» سنة 1935 أستشهد قائد ثورة القسام - الشيخ عز الدين القسام.

### أبريل
- 5 أبريل - إدموند جوجون، شاعر فرنسي.

### مايو
- 3 مايو - جيسي ويلكوكس سميث، رسامة توضيحية أمريكية.

## نال جائزة نوبل
- في الفيزياء – البريطاني جيمس شادويك
- في الكيمياء – مناصفة بين الفرنسيان فردريك جوليو-كوري وإيرين جوليو-كوري
- في الطب – الألماني هانس شبيمان
- في الأدب – محجوبة
- في السلام – الألماني كارل فون أوسيتزكي